# Adam Grahn

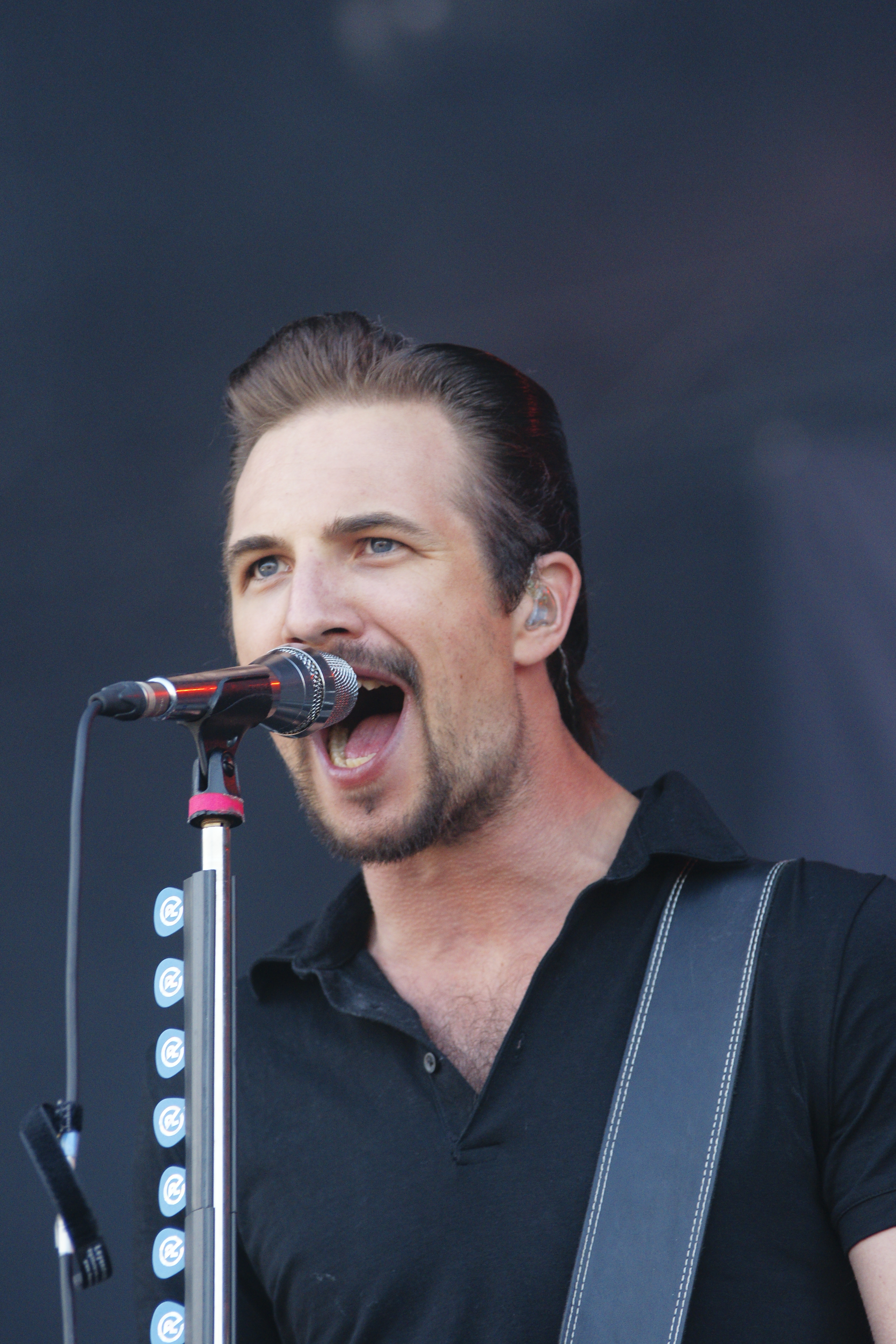
Adam Grahn live 2013

John Carl Adam Grahn (* 4. November 1984 in Karlskrona) ist ein schwedischer Rocksänger, Songwriter und Gitarrist. Er ist Gründungsmitglied und Frontmann der schwedischen Rockband Royal Republic.

## Leben
Adam Grahn wuchs in einer Musikerfamilie in Karlskrona auf. Er ist der Sohn des Musikpädagogen Håkan Grahn und seiner Frau Monika Lindeborg-Grahn. Er hat noch einen jüngeren Bruder, den Musiker Max Grahn. Musikalisch beeinflusst wurde er u. a. durch die Beatles und David Bowie. Das Black Album von Metallica und ein Auftritt der Band beim Woodstock-Festival 1999 waren für Grahn der Grund Musiker zu werden. Adam Grahn besuchte die schwedische Music Academy in Malmö und gründete im Jahr 2007 mit seinen Studienkollegen Hannes Irengård, Jonas Almén und Per Andreasson die Rock-Band Royal Republic.

## Wirken
Mit Royal Republic brachte er inzwischen fünf Alben heraus. Im Jahr 2010 erschien das Debütalbum We Are The Royal und im Jahr 2012 Save The Nation. In den Jahren 2016 und 2019 folgten die Alben Weekend Man und Club Majesty, 2024 erschien das Album Lovecop.
Mit den Songs aus den Alben gibt die Band weltweit Konzerte und spielt auf den wichtigsten Festivals, beispielsweise Rock am Ring, Rock im Park oder dem Highfield-Festival.

## Weitere Aktivitäten
- Royal Republic and the Nosebreakers: Mit der Akustik-Band „Royal Republic and the Nosebreakers“, die durch die Crowdfunding-Plattform Pledge Musik finanziert wurde, nahm er eine Akustik EP mit Country-Rock'n Roll-Cover-Versionen der Band „Royal Republic“ auf. Die Rockband trat in Cowboyhüten, Schals und Stiefeln auf[11].

- Stilla Nätters Kapell: Mit der Stilla Nätters Kapell, einer All-Star-Band bestehend aus lokalen Musikern der Region Karlskrona, gibt er seit mehreren Jahren nach Weihnachten Konzerte in seiner schwedischen Heimat.[12][13]

- Chocolate Chip: In den Jahren 2003/2004 war Adam Grahn Gitarrist der schwedischen Funkband „Chocolate Chip“.[14][15][16]

- Produzent: Im Jahr 2017 produzierte Adam Grahn in Malmö Tim Vantols drittes Album Burning Desires.[17]

- Schauspieler: In der TV Music-Talk-Show „Mulatschag“ spielte er sich selbst in der Folge 1198, die am 21. Oktober 2011 ausgestrahlt wurde[18]. Einen weiteren Auftritt hatte er in einer Folge der Serie „Gute Zeiten – Schlechte Zeiten“.

## Sonstiges
Neben Musik interessiert sich Grahn auch für Fußball. Sein Lieblingsverein ist der FC Bayern München. Seit Kindheitstagen an, ist er für die Raumfahrt begeistert. Im Jahr 2017 konnte sich Adam Grahn einen Traum verwirklichen und das NASA-Mission Control Center im Johnson Space Center in Houston, Texas besuchen.